# 自由國度 (2006年電影)
《自由國度》（英語：Freedomland）是一部2006年美國犯罪劇情推理片，改編自理查·普萊斯的1998年同名小說，主題涉及隱晦的種族主義，講述一名黑人警探得在種族抗議活動期間破獲一名小男孩的離奇綁案。電影由喬·羅斯執導，理查·普萊斯編寫劇本，山繆·傑克森、茱莉安·摩爾、艾迪·法柯、朗·埃達德、威廉·佛塞、安潔紐·艾莉絲和安東尼·麥基主演。電影2006年2月17日在美國上映，口碑票房雙敗。

## 演員
- 山繆·傑克森飾演羅倫佐·柯西利警探
- 茱莉安·摩爾飾演布蘭達·馬丁
- 艾迪·法柯飾演凱倫·科魯奇
- 朗·埃達德飾演丹尼·馬丁
- 威廉·佛塞飾演巴比·博伊警探
- 安潔紐·艾莉絲飾演費莉西雅
- 安東尼·麥基飾演比利·威廉斯
- 拉坦亞·理查德森·傑克森飾演瑪麗
- 克拉克·彼得斯飾演朗威牧師
- 多門尼克·隆巴多西飾演里歐·蘇利文
- 阿西夫·曼迪維飾演艾尼·查特吉醫生

## 製作
《自由國度》主要在紐約州揚克斯拍攝。

## 外部連結
- 互联网电影数据库（IMDb）上《自由國度》的资料（英文）
- AllMovie上《自由國度》的资料（英文）
- TCM电影资料库上《自由國度》的资料（英文）
- 美国电影学会目录上的《自由國度》（英文）
- Box Office Mojo上《自由國度》的資料（英文）